# Dendrelaphis inornatus
Espèce
Synonymes
- Ahaetulla boiga intermedia Mertens, 1927
- Dendrelaphis inornatus timorensis Smith, 1927

Dendrelaphis inornatus est une espèce de serpents de la famille des Colubridae.

## Répartition
Cette espèce est endémique des petites îles de la Sonde orientales en Indonésie.

## Description
Dendrelaphis inornatus est un serpent arboricole diurne. Dans sa description Boulenger indique que les spécimens en sa possession mesurent environ 120 cm dont 38 cm pour la queue. Cette espèce a le dos brun-olive clair. Une rayure est présente de chaque côté de sa tête et traverse l’œil. Son ventre est olive clair ou grisâtre.

## Publications originales
- Boulenger, 1897 : List of the reptiles and batrachians collected by Mr. Alfred Everett in Lombok, Flores, Sumba and Saru, with descriptions of new species. Annals and Magazine of Natural History, sér. 6, vol. 19, p. 503-509 (texte intégral).
- Smith, 1927 : Contribution to the herpetology of the Indo-Australian Region. Proceedings of the Zoological Society of London, vol. 1927, p. 199-225.